# St. Maria Königin (Falkenberg)
St. Maria Königin in Falkenberg im niedersächsischen Landkreis Cloppenburg ist eine römisch-katholische Filialkirche der Pfarrei St. Peter und Paul (Garrel). Sie steht unter dem Patrozinium der Gottesmutter Maria und gehört zum Dekanat Friesoythe im Bistum Münster. Die Kirche ist ein Backsteinbau mit Turm und bietet 200 Gläubigen Platz.

## Geschichte
1919 entstand auf staatlichem Grund nordwestlich von Cloppenburg die Bauerschaft Falkenberg. Weil der Weg zur nächstgelegenen Pfarrei viel zu weit war, wünschten sich die katholischen Kolonisten ein eigenes Gotteshaus und gründeten 1948 einen Kapellenbauverein. Nach den Plänen des Bauassistenten Kruse (Oldenburg) wurde 1959 eine Kirche in Falkenberg gebaut und durch den Bischöflichen Offizial Heinrich Grafenhorst der heiligen Maria Königin geweiht.
Gottesdienste an den Sonn- und Feiertagen feierte zunächst ein Pater aus dem Dominikanerkloster Füchtel (bei Vechta). 1960 bekam Falkenberg einen eigenen Geistlichen. Der Seelsorgebezirk Falkenberg wurde 1976 zur selbstständigen Kapellengemeinde erhoben und wird seit 1990 von St. Marien (Varrelbusch) aus betreut.
Durch Fusion entstand aus der Pfarrei Garrel und den Kapellengemeinden Beverbruch, Falkenberg und Nikolausdorf am 24. Oktober 2004 die neue Kirchengemeinde St. Johannes Baptist mit Sitz in Garrel. Am 1. Januar 2024 schlossen sich die katholischen Gemeinden in Barßel, Bösel, Friesoythe, Garrel, Saterland und Westerstede zusammen zum Katholischen Kirchenverband „Pastoraler Raum Friesoythe“ mit Sitz in Friesoythe.

## Glocken
Die erste Glocke von St. Maria Königin mit dem Schlagton c3 stammte aus dem Hamburger Glockenfriedhof und hing im Dachreiter über der Eingangspforte. Diese Glocke schlägt seit 2002 im nach hinten versetzten Dachreiter nur noch in den Gottesdiensten zur Wandlung, weil die Kirche drei andere Glocken bekam. Im selben Jahr wurde nach den Plänen des Kölner Architekten Hugo Schamrowski ein großer Backsteinturm an das Gebäude angebaut und durch den emeritierten Weihbischof Max Georg Freiherr von Twickel der Gottesmutter geweiht. In diesem 27,5 m hohen Turm hängen seit 2003 die folgenden Glocken:
- Glocke 1: Schlagton: as1; 600 kg; Gussstahl; Gussjahr: 1924; Geweiht auf den Namen „Blasius“; Inschrift: „Ehre sei Gott in der Höhe und Friede den Menschen.“
- Glocke 2: Schlagton: c2; 350 kg; Gussstahl; Gussjahr: 1924; Geweiht auf den Namen „Hilarius“; Inschrift: „Höre nicht auf zu rufen erhebe deine Stimme wie eine Posaune.“
- Glocke 3: Schlagton: es2; 150 kg; Bronzeguss; Gussjahr: 2003; Inschrift: „St. Peter und Paul.“[4]

## Orgel
Die Firma Lothar Simon (Borgentreich) baute für St. Maria Königin 1984 eine einfache Orgel (II+P/7) und ergänzte 1992 die drei noch vorgesehenen Register.
Die Schleifladen-Orgel von 1992 hat 10 Register und besitzt zwei Manuale (C - g3) und ein Pedal (C - f1). Die Spieltraktur und die  Registertraktur sind mechanisch.